# Anomala xantholea
Anomala xantholea är en skalbaggsart som beskrevs av Bates 1888. Anomala xantholea ingår i släktet Anomala och familjen Rutelidae. Inga underarter finns listade i Catalogue of Life.